# کوئین
کوئین (انگلیسی: Queen) گروه موسیقی راک بریتانیایی است که در سال ۱۹۷۰ در لندن به‌وسیلهٔ فردی مرکوری (خوانندهٔ اصلی، پیانو)، برایان می (گیتار، آواز)، راجر تیلور (درام، آواز) و بعداً جان دیکن (بیس) پایه‌گذاری شد. آثار اولیهٔ آن‌ها متأثر از پراگرسیو راک، هارد راک و هوی متال بود، اما این گروه به تدریج با در اختیار گرفتن سبک‌های بیشتر مانند آرنا راک و پاپ راک، به کارهای مرسومانه‌تر و رادیوپسندانه پرداخت.
پیش از تشکیل کوئین، می و تیلور با هم در گروه اسمایل حضور داشتند. مرکوری از طرفداران اسمایل بود و آن‌ها را ترغیب کرد تا به تکنیک‌های اجرا و ضبط پیچیده‌تری بپردازند. او در سال ۱۹۷۰ به آن‌ها ملحق شد و نام «کوئین» را پیشنهاد کرد. دیکن در فوریهٔ ۱۹۷۱ برای حضور در گروه به کار گرفته شد و نخستین آلبوم گروه در ۱۹۷۳ منتشر گردید. این گروه سال بعد با انتشار آلبوم کوئین ۲ وارد جدول فروش بریتانیا شد. انتشار حمله قلبی محض در اواخر همان سال و شبی در اپرا در سال ۱۹۷۵ برای آن‌ها موفقیت بین‌المللی به ارمغان آورد. آلبوم شبی در اپرا دارای ترانهٔ «بوهمین راپسودی» بود که به مدت ۹ هفته در صدر جدول تک‌آهنگ‌های بریتانیا قرار گرفت و در محبوبیت فرمت موزیک ویدئویی نقش داشت. آلبوم اخبار جهان (۱۹۷۷) شامل «ما تو را به جنب‌وجوش می‌اندازیم» و «ما قهرمانیم» بود که به سرودهای رویدادهای ورزشی تبدیل شده‌اند. تا اوایل دههٔ ۱۹۸۰، کوئین یکی از بزرگ‌ترین گروه‌های راک استادیومی در جهان بود. «یکی دیگر هم به خاک سیاه نشست» از آلبوم بازی (۱۹۸۰) پرفروش‌ترین تک‌آهنگ آن‌ها شد، در حالی که آلبوم گردآوری‌شدهٔ بهترین‌ها پرفروش‌ترین آلبوم در بریتانیا است. اجرای آن‌ها در کنسرت لایو اید در سال ۱۹۸۵ از سوی نشریات مختلف در زمره بزرگ‌ترین اجراهای تاریخ راک قرار گرفته است.
مرکوری در سال ۱۹۸۷ مبتلا به ایدز تشخیص داده شد. این گروه دو آلبوم دیگر به نام‌های معجزه (۱۹۸۹) و کنایه (۱۹۹۱) منتشر کرد. در ۲۳ نوامبر ۱۹۹۱، مرکوری علناً اعلام کرد که به ایدز مبتلا شده است و روز بعد بر اثر برونکوپنومونی (یکی از عوارض ایدز) درگذشت. یک آلبوم دیگر با آواز مرکوری به نام ساخت بهشت در سال ۱۹۹۵ منتشر شد. دیکن در سال ۱۹۹۷ از گروه کناره‌گیری کرد، اما می و تیلور هرازگاهی کار خود را با هم ادامه دادند. آن‌ها از سال ۲۰۰۴ با خوانندگان پل راجرز و آدام لمبرت تور کنسرتی برگزار کرده‌اند.
کوئین بیش از نیم قرن است که در فرهنگ عامه جهانی حضور داشته است. فروش آثار آن‌ها بین ۲۵۰ میلیون تا ۳۰۰ میلیون برآورد شده که آن‌ها را به یکی از پرفروش‌ترین هنرمندان موسیقی جهان تبدیل می‌کند. کوئین در سال ۱۹۹۰ جایزه بریت برای مشارکت ممتاز در موسیقی بریتانیا را دریافت کرد. آن‌ها در سال ۲۰۰۱ به تالار مشاهیر راک اند رول راه یافتند، و هر چهار عضو با آهنگسازی تک‌آهنگ‌های موفق، در سال ۲۰۰۳ وارد تالار مشاهیر ترانه‌پردازان شدند. آن‌ها در سال ۲۰۰۵ جایزه آیور نوولو را دریافت کردند و در سال ۲۰۱۸ جایزه یک عمر دستاورد هنری گرمی به آن‌ها اهدا شد.

## تاریخچه

### روزهای اولیه (۱۹۶۸–۱۹۷۴)
در سال ۱۹۶۸، برایان می (گیتاریست) که دانشجوی کالج سلطنتی لندن بود به‌همراه تیم استافل (بیسیست) تصمیم به تشکیل گروهی گرفتند. می یک آگهی دست‌نویس را روی تابلوی اعلانات دانشکده برای جذب یک درامر نوشت. راجر تیلور جوان که دانشجوی دندانپزشکی بود این آگهی را مشاهده و پیشنهاد آن را قبول می‌کند. بدین ترتیب آن‌ها گروهی تشکیل داده و آن را اسمایل نامیدند.
تیم استافل دوستی با نام فرخ بُلسارا (کسی که نام انگلیسی‌اش فردی بود) را پس از مدتی به گروه معرفی کرد. فردی که آن زمان دانشجوی گرافیک بود در ابتدا کمک‌هایی را به گروه می‌رساند اما بعدها تبدیل به یکی از اعضای ماندگار اسمایل شد. در سال ۱۹۷۰ تیم استافل به گروهی به نام «هامپی بانگ» پیوست و اعضای باقی‌ماندهٔ اسمایل به‌همراه فرخ بلسارا گروهی با نام کوئین تشکیل دادند. زمانی که از بلسارا دربارهٔ نام گروه پرسیدند او در پاسخ گفت: «من این اسم را خیلی سال پیش  انتخاب کردم. این فقط یک نام هست. همین! ولی خیلی باشکوه و عالی به نظر می‌رسه، یک اسم شناخته شده و جهانی و در عین حال عامه‌پسنده و هر جور تعبیر و تفسیری از آن ممکنه. یک اسم چند بعدی… البته قطعاً نشاط و سرزندگی و صلابت اسم مد نظرم بوده ولی این تنها یک جنبهٔ قضیه به حساب می‌آد.»
گروه در ابتدای فعالیتش، چند نوازندهٔ گیتار بیس را اخراج کرد. جای خالی یک بیسیست در گروه به قدری حس می‌شد که گروه را از ادامهٔ فعالیت سست کرده بود. تا این که آن‌ها با جان دیکن آشنا شدند و در سال ۱۹۷۱ او را برای ضبط اولین آلبوم خود استخدام کردند. آن‌ها چهارتا از آهنگ‌های خود با نام «دروغگو»، «اعتماد به نفست را حفظ کن»، «شب فرا می‌رسد» و «مسیح» را ضبط کردند و حال که دموی نوارها آماده شده بود، آن‌ها دنبال یک کمپانی برای ضبط آثارشان بودند. در این زمان بود که فردی نام خانوادگی خود را به مرکوری تغییر داد. ۲ ژوئیه ۱۹۷۱، کوئین نخستین نمایش خود ترکیب اصلی را در یک دانشگاه سوری خارج از لندن پشت سر گذاشت.

لوگوی سنتی کوئین

مدت کوتاهی قبل از انتشار نخستین آلبوم گروه، مرکوری با استفاده از دانش گرافیکی خود لوگوی گروه کوئین را طراحی کرد که تاج کوئین نام گرفت. لوگو با ترکیبی از نشانه‌های منطقةالبروج برای هر چهار عضو گروه طراحی شده بود؛ دو شیر برای برج اسد (دیکن و تیلور)، یک خرچنگ برای برج سرطان (می) و دو پری برای برج سنبله (مرکوری). دو شیر در سمت راست و چپ لوگو در حال به آغوش کشیدن حرف Q هستند و خرچنگ بالای حرف Q در حالی که شعله‌های آتش بر فرازش شعله‌ور هستند قرار دارد. دو پری هم در قسمت پایین این لوگو و زیر سایهٔ دو شیر قرار گرفته‌اند. همچنین یک تاج بالای حرف Q قرار گرفته و یک ققنوس بر فرازش سایه افکنده‌است. نکتهٔ مهم اینجاست که این نماد بسیار شبیه به آرم سلطنتی بریتانیا می‌باشد.
در سال ۱۹۷۳، بعد از وقفه‌هایی در کار گروه، کوئین اولین آلبوم خود را با تأثیر از هوی متال و پراگرسیو راک آن روزها منتشر کرد. آلبوم نقدهای خوبی را دریافت کرد؛ گوردون فلچر از رولینگ استون در خصوص آلبوم نوشت: «آلبوم ابتدایی آن‌ها بسیار خوب است.» و روزنامه دیلی هرالد شیکاگو هم این آلبوم را «آغازی بالاتر از حد میانی» توصیف کرد. آهنگ «اعتماد به نفست را حفظ کن» ساختهٔ برایان می که آهنگ آغازین این آلبوم بود، به‌عنوان یکی از برجسته‌ترین کارهای این آلبوم شناخته شد و در سال ۲۰۰۸، رولینگ استون رتبهٔ ۳۱ را در فهرست «۱۰۰ آهنگ برتر گیتار در تمام زمان‌ها» به این ترانه بخشید. این آلبوم موفق به دریافت گواهی‌نامه طلا در ایالات متحده و بریتانیا شد.
دومین ال‌پی گروه، کوئین ۲، در سال ۱۹۷۴، با طرح «عکاس موسیقی راک» مایک راک برای طرح جلد روی این آلبوم منتشر شد. این عکس تبدیل به یکی از طرح‌های نمادین گروه شد و در موزیک ویدئوی ۱۹۷۵ گروه یعنی «راپسودی بوهمی» هم مورد استفاده قرار گرفت. آلبوم به رتبهٔ پنجم در چارت بریتانیا دست یافت. تک‌آهنگ پایانی این آلبوم که توسط فردی مرکوری نوشته شده بود، در جایگاه دهم بریتانیا قرار گرفت و اولین موفقیت گروه را رقم زد. این آلبوم نقدهای مطلوب بسیاری را بیش از موفقیت آلبوم قبلی گروه دریافت کرد. همچنین این اولین آلبوم از سه آلبوم کوئین است که در کتاب ۱۰۰۱ آلبوم که شما باید پیش از مردن گوش کنید ثبت شد.

### حملهٔ قلبی محض و شبی در اپرا (۱۹۷۴–۱۹۷۶)
پس از شش روز اقامت گروه در نیویورک در ماه مهٔ ۱۹۷۴، مشخص شد که برایان می دچار بیماری هپاتیت بوده‌است (او توسط یک سوزن آلوده در واکسیناسیون قبل از تور استرالیا به این بیماری مبتلا شده بود). بعد از عمل جراحی، زمانی که او در دوران نقاهت به سر می‌برد، تور بعدی گروه لغو شد. می از این شرایط بسیار ناراحت شد و از اعضای گروه می‌خواهد که شخص دیگری را جایگزینش کنند اما هیچ‌کدام از اعضای گروه چنین چیزی را نمی‌خواستند. بعد از این جریانات می به گروه بازگشت و به ضبط با گروه ادامه داد. آلبوم بعدی گروه در سال ۱۹۷۴ منتشر شد. حملهٔ قلبی محض در جایگاه دوم بریتانیا قرار گرفت، به خوبی در اروپا به فروش رسید و به گواهی‌نامهٔ طلا در ایالات متحده دست یافت. این تجربهٔ واقعی از نخستین موفقیت جهانی گروه بود، و موفقیتی که در دو سوی اقیانوس اطلس رقم خورد. گروه با این آلبوم علاوه بر سبک اصلی خود، بختش را با استفاده از چند سبک دیگر امتحان کرد. سبک‌هایی نظیر موسیقی سالن بریتانیا، هوی متال، بالاد، رگتایم و موسیقی کارائیبی.
تک‌آهنگ «ملکه قاتل» از آلبوم حملهٔ قلبی محض به رتبهٔ دوم در چارت بریتانیا دست یافت و نخستین موفقیت در ایالات متحده را با دستیابی به جایگاه ۱۲ در ۱۰۰ آهنگ داغ بیلبورد رقم زد. آهنگ، ترکیبی از موسیقی کمپ، وودویل و سالن بریتانیا با ذوق و هنر می در نواختن گیتار محسوب می‌شد. دومین تک‌آهنگ آلبوم، «حالا من اینجا هستم»، که بیشتر با آهنگسازی سنتی هارد راک همراه بود، در بریتانیا یازدهم شد. حال آنکه آهنگ پرسرعت راک «سنگ سرد دیوانه» که با ریف‌های دارای تمپوی بالای می همراه بود، پیشرو در سبک اسپید متال شد. طی سال‌های اخیر، آلبوم تحسین بسیاری از انتشارات معتبر جهان را برانگیخته است: در سال ۲۰۰۶، کلاسیک راک جایگاه ۲۸ را در «۱۰۰ آلبوم برتر بریتانیا در تمام دوران» و در سال ۲۰۰۷، موجو رتبهٔ ۸۸ را در «۱۰۰ ضبط‌شده‌ای که جهان را تغییر داد» به این آلبوم اختصاص دادند. همچنین این دومین آلبوم کوئین است که در کتاب ۱۰۰۱ آلبوم که شما باید پیش از مردن گوش کنید ثبت می‌شود.
در ۱۹۷۵، کوئین یک تور جهانی را آغاز کرد. سرخط اجراهای آن‌ها در ایالات متحده بود و نخستین اجرایشان را در کانادا پشت سر گذاشتند. در سپتامبر همان سال، گروه از مذاکره با ترایدنت استودیوز خارج شد و در صدد بستن قرارداد با مدیر دیگری برآمد. یکی از این انتخاب‌ها پیشنهادی از مدیر لد زپلین، پیتر گرانت بود. گرانت به امضای قرارداد آن‌ها با شرکت تهیه‌کنندگی لد زپلین، سوان سانگ رکوردز احتیاج داشت. در پایان گروه با مدیر التون جان، یعنی جان رید به توافق رسید. وی در ابتدا چندان‌مطمئن نبود که‌بتواند در آن‌واحد از پس‌مدیریت‌دو گروه‌برآید، امّا وقتی‌شنید آن گروه دیگر، «کوئین» است به‌سرعت تغییر عقیده داد و سازماندهی امور کوئین را برعهده گرفت. او پیت‌براون را به سمت مدیر ناظر روزانه کوئین منصوب کرد و مهمانی بزرگی را به‌خاطر همکاری‌اش با کوئین ترتیب داد. وی همچنین با انتشارات EMI هماهنگ کرد که پیشاپیش ۱۰۰٬۰۰۰ پوند به اعضای کوئین بپردازد تا بتوانند به‌طور کامل با ترایدنت تسویه حساب کنند.
در این هنگام، کوئین تک‌آهنگ به‌یاد ماندنی خود Bohemian Rhapsody «حماسه کولی» را ساخت. جان‌رید با اینکه جداً از آن خوشش آمد اما سرسختانه معتقد بود که یک تک‌آهنگ شش دقیقه‌ای را نمی‌توان منتشر کرد. در آن زمان متوسط زمان یک تک آهنگ، حداکثر سه دقیقه بود. اعضای گروه نیز به همان اندازه در عقیده خود مصرّ بودند و در نهایت وی را متقاعد ساختند که تک آهنگ مزبور ارزش ریسک کردن دارد.
در ۳۱ اکتبر انتشار تک آهنگ Bohemian Rhapsody در بریتانیا، طوفانی به‌پا کرد و ۹ هفته تمام در جایگاه نخست جدول آهنگ‌های روز جا خوش کرد. خیلی‌زود، اولین نماهنگ (کلیپ‌ویدئویی) کوئین نیز بر اساس آن ساخته شد. ساخت این نماهنگ تنها ۴۵۰۰ پوند خرج برداشت، اما در روند موسیقی غرب انقلابی به‌پا کرد. با وجود مشکلاتی که برای پخش این آهنگ طولانی در رادیو وجود داشت هیچ‌کدام از ایستگاه‌های رادیویی از پخش کامل آن سر باز نزدند.
فردی یک نسخه از این تک آهنگ را برای یکی از دوستانش «کنی‌ایوِرت»، که‌صفحه‌چی رادیو بود، فرستاد و به او خاطرنشان کرد که‌این صفحه را شخصاً برای او فرستاده و نباید آن را از رادیو پخش کند. بدین‌ترتیب تک آهنگ مزبور در عرض دو روز، ۱۴ بار از رادیو پخش شد.
در ماه دسامبر این سال، آلبوم «شبی در اپرا» A Night At The Opera منتشر شد. عنوان آلبوم از یکی از فیلم‌های برادران مارکس گرفته شده بود. این آلبوم به یکی از گران‌ترین و پرهزینه‌ترین آلبوم‌های موسیقی آن زمان تبدیل شد زیرا برای ضبط آن از شش استودیوی مختلف استفاده شده بود. گاه حتّی سه استودیو به‌طور همزمان مشغول ضبط بودند.
یکی‌از آهنگ‌های این آلبوم به نام Death On Two Legs «ویرانگر دوپا!» مشکلاتی برای کوئین به بار آورد. این ترانه با جملاتی نیش‌دار و بعضاً نامؤدبانه، خطاب به شخص مجهولی بود امّا مدیر سابق کوئین، «نورمن‌شفیلد» همه این ناسزاها را به خود گرفت و کوئین را تهدید به شکایت کرد. البته EMI خیلی سریع قضیه را پیش از رسیدن به دادگاه و بالا گرفتن کار فیصله داد.
از آثار این گروه می‌توان We Will Rock You به عنوان یک تک آهنگ به همراه We Are the Champions یاد کرد. We Will Rock Youخیلی زود به یکی از آهنگ‌هایی تبدیل شد که موجب شهرت فوق‌العاده کویین بود و تقریباً تا به امروز در رویدادهای ورزشی و استادیوم‌ها شنیده می‌شود. برای ساخت این آهنگ تصمیم گرفتند خیلی ساده کار کنند طوری که یک فرد عادی نیز بتواند با آهنگ همراه شود و این برای اجراهای زنده گروه بسیار مفید بود.

### یک روز در مسابقات و لایو کیلرز (۱۹۷۶–۱۹۷۹)
در سال ۱۹۷۶ EMI یک میلیون نسخه از آلبوم بعدی کوئین را پیش فروش کرد. آلبومی به‌نام A Day At The Races که بار دیگر از عنوان فیلم برادران مارکس گرفته شده‌بود. در آن زمان مقالات زیادی راجع به سبک و مفاهیم فیلم‌های برادران مارکس در مطبوعات به چاپ رسیده بود. راجر این مقالات را خواند و متوجه شباهت‌های بسیاری میان برادران مارکس و کوئین شد.
گروچو مارکس نیز متوجه ارتباط مفاهیم موسیقی آهنگ‌های کوئین با فیلم‌هایش شد از این‌رو تلگرافی برای آن‌ها فرستاد و ضمن آن برای اعضای گروه آرزوی موفقیت کرد. احتمالاً آرزوی او به حقیقت پیوست چراکه‌این آلبوم مقام اول را در جدول بهترین‌های موسیقی به دست آورد.
سال۱۹۷۶ در شرایطی به پایان رسید که کوئین سرگرم اجرای چند برنامه برای تلویزیون بود و البته مقدمات آلبوم جدیدی را مهیا می‌کرد.

### بازی و کارها (۱۹۸۰–۱۹۸۴)
کوئین پروندهٔ دههٔ ۱۹۸۰ را با آلبوم The Game باز کرد. این آلبوم شامل تک‌آهنگ‌های "Crazy Little Thing Called Love" و "Another One Bites the Dust" بود که هر دو موفق به کسب رتبه نخست در آمریکا شدند. مایکل جکسون پس از شرکت کردن در کنسرت کوئین در لس آنجلس، به فردی مرکوری در پشت صحنه پیشنهاد داد که "Another One Bites the Dust" به صورت تک‌آهنگ منتشر شود، و این آهنگ در اکتبر ۱۹۸۰ به مدت سه هفته رتبهٔ نخست را داشت. همچنین این آلبوم رتبی نخست ۲۰۰ آهنگ برتر بیلبورد را به مدت پنج هفته کسب کرد، و بیش از ۴ میلیون نسخه از آن در آمریکا به فروش رسید. همچنین این نخستین باری بود که کوئین در آلبومش از سینث‌سایزر استفاده می‌کند. پیش از این، روی آلبوم‌هایشان نوشته می‌شد "بدون سینث‌سایزر".

### لایو اِید و سال‌های پایانی (۱۹۸۵–۱۹۹۰)
در سال ۱۹۸۵ یک کنسرت برای کودکان فقیر آفریقا برگزار و پول به دست آمده از آن برای همین هدف خرج شد. هنرمندان قابل توجهی در این کنسرت حضور داشتند از جمله گروه لد زپلین، التون جان و …. گروه کویین نیز در آخرین لحظات وارد لیست اجرا کنندگان شود. می‌توان گفت این کنسرت بهترین اجرا برای گروه کویین بود. این نکته قابل توجه است که اعضای گروه برای مدتی از هم دور بودند و تنها یک اجرا قبل از اجرای زنده داشتند. گروه کویین بعد از این کنسرت شهرت بیشتری به دست آورد و توانست در فهرست یکی از موفق‌ترین گروه‌های راک تاریخ موسیقی شود.

## اعضای گروه
اعضای فعلی
- برایان می - نوازندهٔ گیتار الکتریک - کیبورد - خواننده (۱۹۷۰ - امروز)
- راجر تیلور - درامر - پرکاشنیست - خواننده (۱۹۷۰ - امروز)
- آدام لمبرت-خواننده(۲۰۱۲-امروز)

اعضای قبلی
- فردی مرکوری - خوانندهٔ اصلی - نوازندهٔ پیانو - ریتم گیتار (۱۹۷۰–۱۹۹۱)
- جان دیکن - نوازندهٔ گیتار بیس. (۱۹۷۱–۱۹۹۷)

اعضای اولیه
- مایک گروس - بیس (۱۹۷۰)
- باری میچل - بیس (۱۹۷۰–۱۹۷۱)
- دوگ بوگی - بیس (۱۹۷۱)

## دیسکوگرافی
- کوئین (۱۹۷۳)
- کوئین ۲ (۱۹۷۴)
- حمله قلبی محض (۱۹۷۴)
- شبی در اپرا (۱۹۷۵)
- یک روز در مسابقه (۱۹۷۶)
- اخبار جهان (۱۹۷۷)
- جاز (۱۹۷۸)
- بازی (۱۹۸۰)
- فلش گوردون (۱۹۸۰)
- فضای داغ (۱۹۸۲)
- آثار (۱۹۸۴)
- یک نوع جادو (۱۹۸۶)
- معجزه (۱۹۸۹)
- کنایه (۱۹۹۱)
- ساخت بهشت (۱۹۹۵)